# Dragon Ball GT
Dragon Ball GT – kontynuacja serii anime Dragon Ball i Dragon Ball Z, licząca 64 odcinki.
Pięć lat po 28 Tenkaichi Budokai, Pilaf udaje się do pałacu Dendego, gdzie jak się dowiedział, znajdują się Smocze Kule o wiele potężniejsze od tych, które znamy z serii DB i DBZ, gdyż zostały stworzone zanim Bóg oddzielił się od Piccolo. Pilaf chciał życzyć sobie władzy nad światem, jednak gdy widzi Goku, przypadkowo wypowiada życzenie, które zmienia Goku w małego chłopca. Kule rozpraszają się po całym wszechświecie. Od Północnego Kaio Goku dowiaduje się, że musi odnaleźć wszystkie 7 kul w 12 miesięcy, inaczej Ziemię czeka zagłada. W podróż z Goku wyruszają Pan (zamiast niej, lecieć miał Goten, tyle że Pan weszła na statek po kryjomu, a Goten się spóźnił) oraz Trunks.
Toriyama zaprojektował logo serii, jak i większość głównych bohaterów. Wbrew powszechnej opinii Toriyama nie zaprojektował poziomu Super Saiyanina 4, faktem jednak jest, że wykonał własny rysunek przedstawiający Goku w tej formie.
Seria doczekała się odcinka specjalnego pt. „Dragon Ball GT: Ostatni rozdział! Poszukiwanie smoczej kuli”.

## Główni bohaterowie serii
- Son Gokū – główny bohater anime, jest potomkiem rasy Saiyan, urodził się na planecie Vegeta, gdzie nazwano go Kakarotto. Został wysłany na Ziemię z rozkazem podbicia jej. Znaleziony w Górach Paozu przez Son Gohana, został przez niego adoptowany oraz nazwany Son Gokū. Z upływem czasu doskonalił swoje umiejętności waleczne, wiele razy ratuje wszechświat, a także swoją ukochaną planetę Ziemię, ginąc przy tym dwukrotnie. Za sprawą życzenia Pilafa został on zmniejszony do rozmiarów dziecka. Pod koniec serii absorbuje smocze kule w sobie, które czynią go „nieśmiertelnym”.
- Son Gohan – starszy syn Son Gokū i Chichi również waleczny jak jego ojciec, posiada nadzwyczajne możliwości fizyczne, co udowodnił ratując świat przed Cellem. Ożenił się z córką Satana Videl i miał z nią córkę Pan. Pod koniec serii Z i przez niemal całą serię GT nosi okulary. W GT chciał polecieć z Goku i razem z nim szukać smoczych kul, ale Vegeta postanowił wysłać Gotena i Trunksa, bo ich poziom mocy spadł. Potem Gohan został opanowany przez Baby’ego. W Super 17 sadze walczy z Super 17, ale bez skutecznie, potem zresztą tak samo w Dark Dragon sadze. Rzewnie płakał, kiedy Piccolo poświęcił swoje życie dla dobra Ziemi. Będąc pół-Saiyanem, zapewne umarł ze starości w czasie 100 lat od odejścia Gokū z Shenlongiem.
- Son Goten – młodszy brat Son Gohana, bardzo podobny do Son Gokū, już jako kilkuletni chłopiec osiągnął poziom SSJ, zaprzyjaźniony z Trunksem, synem Vegety razem z nim próbował ratować świat przed potężnym Majin Buu przechodząc Fuzję, w wyniku której powstał Gotenks.
- Vegeta – syn króla Vegety, książę Sayian, jest bardzo dumny, za wszelką cenę chce być silniejszy od Son Gokū, z początku nieprzyjemny wobec niego oraz wszystkich innych, lecz z biegiem czasu zaprzyjaźnia się z wszystkimi i razem z Son Gokū stawia czoło wrogom, ratując wszechświat.
- Bulma – żona Vegety, jest wspaniałym naukowcem, tworzy różne wynalazki, jest najlepszą przyjaciółką Son Gokū, a także pierwszą dziewczyną jaką spotkał, ma córkę o imieniu Bra i syna Trunksa.
- Pan – córka Son Gohana i Videl, wnuczka Son Gokū. Pan dostała się przypadkowo na statek, w którym polecieli w kosmos Trunks i Son Gokū. W serii GT jej charakter się zmienił dramatycznie, ma wybuchowy charakter, i łatwo wpada w gniew. Ma 10 (a potem 11) lat, lubi chodzić na randki, ale jej siła przeraża chłopców. Nosi pomarańczową chustkę na głowie, jeansy z paskiem i łańcuchami, czerwoną bluzę z odkrytym pępkiem oraz rękawice. Dzięki niej Gokū staje się SSJ4, po pewnych kłótniach jej przyjacielem staje się Gill. 100 lat później okazuje się, że stała się praprababcią Gokū Jr.
- Trunks – syn Vegety i Bulmy, tuż przed jego narodzinami przybywa starszy Trunks, który ostrzega Son Gokū, że za 3 lata zjawią się potężne androidy, których nikt nie pokona, daje mu także lekarstwo, które ma go uchronić przed poważną chorobą serca, która miała doprowadzić do jego śmierci. Główną bronią Trunksa jest jego bardzo wytrzymały i ostry miecz, który otrzymał w zamian za troskę od Tapiona, a którym pokonał przybyłych na ziemię Frezera i jego ojca.
- Gill (ang. Giru) – Robot towarzyszący Gokū, Pan i Trunksowi w wyprawie po smocze kule, spotykają go na planecie Imegga (pl. Olmek) który pożera im smoczy radar, od tego czasu sam staje się radarem, w pewnym odcinku okazuje się zdrajcą wysłanym przez Dr. Mu, ale później go „zdradza” sam dla przyjaciół, zostaje zniszczony przez Baby’ego, przez Super 17 i przez San Xing Longa.
- Bra (ang. Bulla) – córka Vegety i Bulmy, lubi się dobrze ubierać, często chodzić na zakupy, a także krytykować wygląd swojego ojca Vegety np. jego wąsy. Mimo iż wydaje się na dorosłą, Bra ma tylko 9 lat a potem 10 lat, przyczyna tego wyglądu jest nieznana. W przeciwieństwie do Vegety, Bra nie lubi walczyć, ale pod wpływem Baby’ego mogła latać.
- Chichi – żona Son Gokū, matka Son Gohana i Son Gotena, bardzo duży nacisk kładła na naukę, chciała, aby jej synowie byli dobrze wykształceni, przez przyjaciół uważana groźniejszą od Gokū.
- Kulilin (ang. Krillin) – najlepszy kolega Gokū. Trenował z nim u Żółwiego Pustelnika, pomógł w walce z Freezerem oraz Cellem. W tej serii nie bierze zbyt dużego udziału. Mieszka u Mutena Roshi z Osiemnastką i córką Marron.
- Dende – Nameczanin, przyjaciel Son Gohana i Kulilina. Został ściągnięty na Ziemię w celu przejęcia obowiązków Boga, posiada uzdrowicielską moc, jest typem czarodzieja.
- Piccolo – jest synem Piccolo Daimaō, wykluł się z jaja, które przed śmiercią z rąk Gokū wypluł Piccolo Daimaō. Jest Nameczaninem, z początku zły, rujnujący Ziemię, jednak przechodzi przemianę i pomaga innym w ratowaniu świata. W czasie pierwszych treningów z synem Son Gokū, Son Gohanem bardzo się z nim zżył. Stąd Piccolo zawsze stawał w jego obronie i odwrotnie.
- Gogeta (w polskim dubbingu GoVegeta[3]) – powstał z fuzji Gokū SSJ4 i Vegety SSJ4, jedna z najsilniejszych postaci Dragon Ball (tylko linia czasu GT), miał duże poczucie humoru, ze względu na duży poziom mocy, fuzja trwała bardzo krótko ok. 10 min.

## Przeciwnicy w serii

### Maszyny-Mutanty
- Leon - Przypominający lwa mutant. Zginął przygnieciony skałami.
- Mutchy - Walczący za pomocą biczowatych rąk mutant. Początkowo ukrywał się w biczu kapłana kultu Luud. Zginął z rąk Trunksa.
- Bóg zniszczenia Luud - Mutant czczony przez kult Luud. Czerpał energię z poddanych zamienianych w lalki przez Dolltakiego. Posiadał ogromną moc, której nie potrafił wykorzystać. Jego moc ogromnie wzrosła po wchłonięciu mocy Pan. Zginął dzięki synchronizacji Goku i Pan i jednoczesnym strzale z zewnątrz i ze środka w czuły punkt mutanta.
- Sigma Force - Oddział specjalny planety M-2, składający się z czterech potężnych mutantów na czele których stał Nezi. Dzięki nagraniom przekazanym przez Giru, byli w stanie zanalizować styl walki Goku i reszty. Najsłabszy z nich, Natt został zniszczony przez Pan, która użyła na nim nowej techniki, której nie potrafił zidentyfikować. Ribet, Bizu i Nezi walczyli z Goku i przeprowadzili fuzję uzyskując przewagę nad Goku. Jak się jednak okazało, Goku cały czas bawił się z nimi i pokonał ich za pomocą Kamehameha. Ostatecznie cała czwórka została zabita przez Goku podczas walki z Rildo.
- Generał Rildo - Dowódca planety M-2. Posiadał ogromną moc znacząco przewyższającą moc Majin Buu. Walczył na równi z Goku do czasu gdy ten transformował się w super saiyana. Rildo wtedy wchłonął resztki pozostałe po Sigma Force osiągając formę pozwalającą mu walczyć na równi z super saiyanem. Ostatecznie przeszedł kolejną transformację stając się jednością z planetą. Wygrał z Goku i Pan zamieniając ich w sztabki metalu. Został następnie przejęty przez Babiego lecz zginął od Kamehameha wystrzelonej z połączonych mocy Goku, Pan i Trunksa. Wrócił w sadze Super 17 gdzie próbował zabić Pan. Walczył na równi z Gohanem do czasu gdy zamroził mu ramię. Zginął z rąk Uuba. Według Goku Rilld jest tak samo silny jak Buu
- Dr Myuu - Szalony naukowiec odpowiedzialny za stworzenie Rildo i pozostałych maszyn-mutantów. Został oszukany przez Trunksa, który wyjawił jego największy sekret, mutanta Babiego. Zginął z rąk Babiego, który ukrył się w jego ciele. Następnie nawiązał sojusz z Dr. Gero w piekle. Zginął z rąk Super 17. Dr Myuu wierzył, że stworzył Babiego, jednak sam był w rzeczywistości jego tworem i marionetką przez cały czas.
- Baby - Potężny neo maszyna-mutant. Pasożytnicza forma życia stworzona przez Tsufulów i wysłana w kosmos zanim ich rasa została wymordowana przez Saiyan. Zawierał w sobie DNA króla Tsufulów. Był odpowiedzialny na stworzenie Dr. Myuu oraz wszystkie wykonywane przez niego operacje, w tym zbudowanie armii maszyn-mutantów oraz Luuda. Został stworzony w celu zemsty na Saiyanach. Uważał saiyan za barbarzyńców i pałał do nich nienawiścią, jednocześnie pragnąc ich mocy. Według Trunksa, w pełni sił miał moc przekraczającą wszystko we wszechświecie. Pragnął również odbudować swój lud. Potrafił przenikać do innych organizmów zyskując ogromną moc w ich ciele. Z początku jednak nie był w stanie kontrolować mocy saiyan, więc działał w ukryciu. Ostatecznie wylądował na Ziemi pod nieobecność Goku, Pan i Trunksa. Przejął ciało Gotena, Gohana, aż w końcu zaatakował Vegetę, z którego uczynił swoje nowe ciało. Zanim Goku i reszta wrócili na Ziemię, Baby kontrolował już całą populację poza odpornym na pasożyta Majin Buu oraz Mr. Satanie, które ukrywał się w jego ciele. Jako Baby Vegeta posiadał widoczne zmiany na twarzy. Był w stanie również transformować się w zmutowaną wersję super saiyana z białymi włosami. W tej formie był silniejszy nawet od Goku w formie SSJ3. Po wchłonięciu mocy poddanych posiadał największą moc, jaką Goku kiedykolwiek czuł. Po pokonaniu Goku i wysłaniu go do innego wymiaru poprosił smoka o odbudowanie jego rodzimej planety. Po przeniesieniu się ze swym ludem na nową planetę, dwukrotnie stawił czoła Uubowi ostatecznie zjadając go gdy ten przypadkowo zamienił samego siebie w czekoladkę. W kolejnym starciu pokonał Goku do czasu gdy ten przemienił się w SSJ4. Ostatecznie Baby wyrównał szansę samemu przemieniając się w Golden Oozaru, co jednak doprowadziło go do szaleństwa gdyż zaczął atakować własny lud. Ostatecznie przegrał z Goku gdy ten usunął mu ogon, a ciało Babiego rozrosło się do takiego stopnia, że nie mógł dłużej przebywać w mniejszym ciele Vegety. Próbował uciec z planety, lecz został zabity przez Goku i wysłany na słońce przez Kamehameha.
- Hell Fighter 17 - Ulepszona wersja Androida 17 stworzona w piekle przez Dr. Myuu i Dr. Gero. Był dużo silniejszy od poprzedniej wersji przewyższając nawet moc Cella. Walczył na równi z Vegetą w bazowej formie. Wyprał mózg dobremu #17 i zmusił go do przeprowadzenia fuzji.
- Super 17 - Ostateczny android i maszyna-mutant. Fuzja dwóch 17. Jego moc pozwoliła mu na jednoczesną walkę z Uubem, Vegetą, Gohanem, Trunksem i Gotenem oraz pokonanie ich bez najmniejszego wysiłku. Był również w stanie pokonać Goku w formie SSJ4. Został przeprogramowany przez Dr. Myuu by wypełniać tylko jego rozkazy i zabił Dr. Gero. Gdy przymierzał się do wykończenia Goku, został powstrzymany przez Androida 18, dzięki której przeciwstawił się Dr. Myuu i go zabił. Nie był w stanie jednak skrzywdzić swojej siostry, przez co tylko bronił się przed jej atakami. Jego specjalną umiejętnością było nielimitowane pochłanianie energii, jednak musiał przyjmować do tego specjalną pozę. Lukę tę dostrzegł Goku w momencie gdy Super 17 absorbował moc Androida 18. Został zabity niespodziewanym atakiem przez Goku techniką Pięści Smoka.

### Złe smoki
- Black Smoke Shenron (Kokuen no Ryū) - Zły smok powstały z negatywnej energii gromadzonej przez lata w smoczych kulach. Ukazał się gdy bohaterowie spróbowali przywołać smoka z pękniętych smoczych kul. Dał życie siedmiu złym smokom. Jego prawdziwa moc nie jest znana.
- Syn/Omega Shenron (Yī Xīng Lóng) – Jednogwiezdny smok i ostatni wróg w całej serii anime. Posiadał największą moc ze wszystkich złych smoków. Jego cechą charakterystyczną jest zdolność wchłaniania smoczych kul i używania ich mocy, co dało mu m.in. zdolność regeneracji. Był pewny siebie i nigdy nie doceniał swoich przeciwników. Obwiniał Goku o sprowadzenie smoków na świat. Samo jego istnienie powodowało obumieranie wszechświata dzięki wydzielanej negatywnej energii, która była w stanie dojść nawet do świata kaioshinów. Zginął przez genki damę z energią całego wszechświata. Narodził się z życzenia wskrzeszenia wszystkich ofiar Friezy.
- Haze Shenron (Liǎng Xīng Lóng) – Dwugwiezdny smok i pierwszy napotkany przez Goku i Pan. Był bardzo słaby lecz przebiegły. Jego moc powodowała gnicie natury, a opary wydzielane przez zatrutą wodę stopniowo osłabiały Goku i Pan do tego stopnia, że stali się słabsi od niego. Został pokonany dzięki pomocy Giru, który z racji bycia maszyną był odporny na truciznę. Narodził się z życzenia wskrzeszenia Bory, ojca Upy.
- Eis Shenron (Sān Xīng Lóng) – Trójgwiezdny smok. Brat Nuova Shenrona. Najbardziej przebiegły smok stosujący nieczyste zagrania. Atakował bez ostrzeżenia i namawiał brata do walki dwóch na jednego twierdząc, że liczy się tylko pokonanie wroga. Pobił Pan i wykorzystał ją jako tarczę. Gardził swoim bratem twierdząc, że ma zbyt miękkie serce. Jego moce związane były z lodem. Potrafił zamienić całe miasto w lód i zamrażać przeciwników. Gdy Goku darował mu życie na prośbę brata, ten postanowił wykorzystać sytuację i go oślepić. Został zabity techniką Pięści Smoka przez Goku. Narodził się z życzenia wymazania mieszkańcom Ziemi pamięci o Majin Buu.
- Nuova Shenron (Sì Xīng Lóng) – Czterogwiezdny smok. Brat Eis Shenrona. Honorowy smok z zasadami. Jego moce związane były z ogniem. Temperatura jego ciała była wyższa od temperatury słońca. Oszczędził życie Pan co spowodowało, że Goku odpłacił się tym samym jednocześnie spłacając dług wdzięczności. Druga runda walki z Goku została przerwana przez pojawienie się jego brata. Po śmierci Eisa dał Goku lekarstwo i postanowił tymczasowo opóźnić ich walkę do czasu, aż zregeneruje siły i odzyska wzrok. Został zabity atakiem z ukrycia przez Syn Shenrona. Po tym jak Goku połknął 4-gwiezdną smoczą kulę, powrócił do życia by wspomóc Goku i Vegetę w walce z Omega Shenronem, lecz ponownie został przez niego zabity. Powstał z życzenia odmłodzenia Piccolo.
- Rage Shenron (Wǔ Xīng Lóng) – Pięciogwiezdny smok. Żądny mocy i pewny siebie co przyczyniło się do jego klęski. Jego moce związane były z elektrycznością. Potrafił tworzyć elektryczną galaretę pochłaniającą prąd i zwiększać tym samym swoje wymiary. Po wchłonięciu niewielkiej ilości mazi był w stanie zablokować Kamehameha. Przegrał przez swoją pychę. Stał się tak duży, że nie mógł się ukryć przed padającym deszczem co doprowadziło do spięcia. Narodził się z życzenia wskrzeszenia Goku po walce z Raditzem.
- Oceanus Shenron (Liù Xīng Lóng) – Sześciogwiezdny smok. Przybierała formę pięknej księżniczki. Mieszkańcy wioski rybackiej wyznawali ją jako bóstwo myśląc, że jest dobra. Była zarozumiała i wstydliwa, rumieniąc się na widok nagiego Goku i na myśl o życzeniu, z którego powstała. Kontrolowała wodę i wiatr. Ataki zdawały się nie mieć na nią wpływu. Jej sekretem było kręcenie się w miejscu z ogromną prędkością, dzięki czemu mogła ukryć swoją prawdziwą, obrzydliwą formę. Została pokonana dzięki interwencji Pan. Narodziła się z pierwszego życzenia w serii - prośby o majtki.
- Naturon Shenron (Qī Xīng Lóng) – Siedmiogwiezdny smok. Był bardzo przebiegły. Zdołał oszukać Goku i Pan, że jest bardzo tępy, a nawet upozorował śmierć cofając się do postaci smoczej kuli. Pozwoliło mu to zaabsorbować Pan i ukazać swoją prawdziwą moc - przejmowanie ciał innych organizmów. Po zaabsorbowaniu Pan stał się dużo silniejszy, chociaż wciąż słabszy od Goku, który jednak nie był w stanie zabić smoka mając na sumieniu Pan. Ostatecznie sam oszukał Naturona pozorując przegraną i chwytając w ostatniej chwili Pan gdy pewny siebie smok postanowił pozwolić jej pożegnać się z Goku. Jego prawdziwa forma była bardzo słaba i malutka. Został brutalnie zabity przez Goku. Narodził się z życzenia, które wskrzesiło wszystkie ofiary Majin Vegety.

### Pozostali
- Pilaf – Jeden z pierwszych wrogów Goku od zawsze szukający smoczych kul by przejąć władzę nad światem. Gdy udało mu się znaleźć kulę, przypadkowo zażyczył sobie, by Goku znów stał się dzieckiem. Ostatni raz był widziany podczas ewakuacji planety.
- Mai i Shu – Pomocnicy Pilafa. Razem z nimi szukają smoczych kul.
- Don Kee – Tyran kontrolujący planetę Imecka. Był bardzo pazerny. Jego rząd został obalony przez Goku, Pan i Trunksa.
- Gale i Sheela – Zaufani słudzy Don Kee. Ścigali bohaterów po całym mieście. Ich połączona moc nie dorównywała mocy Goku.
- Ledgic – Ochroniarz Don Kee. Od razu rozpoznał, że bohaterowie są saiyanami. Był w stanie powalić Trunksa jednym ciosem i walczyć na równi z Goku. Nie miał jednak szans z Goku po transformacji w super saiyana. Gardził pazernością i po przegranej walce zostawił Don Kee w rękach bohaterów mimo prób przekupstwa.
- Zoonama – Otyły stwór terroryzujący planetę Gelbo wywołując trzęsienia ziemi swoimi magicznymi wąsami. Został upity przez Trunksa przebranego za kobietę, po czym jego wąs został odcięty. Okazało się, że Zoonama potrafił tylko przewidywać trzęsienia, a nie wywoływać je. Ostatecznie przeprosił za swoje zachowanie i w zamian za pomoc mieszkańcom pozwolono mu zamieszkać w wiosce.
- Bracia Para Para – Muzyczne trio pracujące dla Mutchiego. Ich styl walki polegał na hipnotyzowaniu wrogów za pomocą muzyki zmuszając ich do ciągłego tańca, dzięki czemu byli bezbronni. Po tym jak zostali zdradzeni pomogli Goku i Pan pokonać Luuda.
- Dolltaki – Dowodzący kultem Luuda. Wielki miłośnik lalek. Zakochał się w lalce Pan i odmówił oddania jej Luudowi, przez co podzielił jej los. Zdradził sposób na pokonanie Luuda przez co później zginął z rąk Rildo.
- Sugoro i Shusugoro – Kosmiczne szopy uwięzione w przestrzeni Sugoroku. Goku by uciec z tego wymiaru musiał wygrać z nimi w grę planszową co było niemożliwe przez ich oszustwa. Sami nie mogli opuścić wymiaru dopóki nie wygrają 540,000 gier z innymi osobami. Gdy zostali zdemaskowani przez Goku, musieli się wspólnie ewakuować z rozpadającej się z gniewu przestrzeni. Goku zniszczył wymiar za pomocą Kamehameha i wraz z Sugoro i Shusugoro udał się do świata kaioshinów, gdzie szopy znalazły nowy dom.
- Frieza – Stary przeciwnik Goku. Wraz z Cellem zastawił pułapkę na Goku w piekle. Mimo wieloletnich treningów zostali pokonani przez Goku i zamrożeni.
- Cell – Stary przeciwnik Goku. Udało mu się chwilowo wchłonąć Goku dzięki czemu uzyskał ogromną moc, jednak Goku zdołał się wydostać.
- Dr. Gero – Szalony naukowiec w przeszłości próbujący zabić Goku. Twórca androidów i Cella. Połączył siły z doktorem Myuu i stworzył Super 17, który po przeprogramowaniu przez wspólnika zabił Gero na jego rozkaz.
- Mamba – Urodziwa wiedźma ściągająca do swojego domu podróżników pod postacią młodej dziewczyny w celu ich zjedzenia. Jest nieśmiała i rumieni się na komplementy. Potrafi lewitować oraz rozciągać włosy i przyduszać nimi ofiary. Próbowała zjeść Goku Jr. i Pucka. Pojawiła się po raz kolejny próbując złapać Goku Jr., jednak uciekła z przerażeniem gdy pokonał on Lorda Yao.
- Torga i Susha – Pomocnicy Mamby. Razem z nią próbowali złapać Goku Jr.
- Lord Yao – Demon żyjący w górach Paozu. Stanowił zbyt wielkie wyzwanie dla Goku Jr., jednak pod wpływem gniewu ten przemienił się w super saiyana i pokonał Yao.

## Wersja Polska
Od grudnia 2000 w Polsce wyemitowano wszystkie odcinki serialu na kanale RTL7. Seria była nadawana z polskim lektorem a taśmy dostarczyła francuska firma AB Groupe (dystrybutor serii na Polskę i Europę). Do odcinka 37, seria była emitowana z francuskim dubbingiem, kolejne mają już dubbing japoński, ze względu na fakt iż w czasie zakupu, Francuzi nie przetłumaczyli jeszcze kolejnych epizodów. Do grudnia 2002 roku, emitowano serię ponownie na kanale RTL7 i TVN7.
- Wersja polska – RTL7
- Opracowanie i udźwiękowienie – Saga Studio
- Lektor – Marek Robaczewski (jako Zbigniew Raciborski)

11 stycznia 2012 roku stacja AXN Spin HD rozpoczęła transmisję Dragon Ball GT w wersji japońskiej z polskim lektorem (ale z tłumaczeniem z wersji amerykańskiej). Stacja wyświetliła wszystkie 64 odcinki, a 21 marca 2012 epizod specjalny Dragon Ball GT: Ostatni rozdział! Poszukiwanie smoczej kuli.
- Wersja polska dla AXN – Studio Synthesis Media na zlecenie Pannonia Sound System
- Tekst polski:
  - Piotr Wągrocki – DBGT 1–4,
  - Janusz Winiarski – DBGT 5–64 + odcinek specjalny
- Lektor – Andrzej Gajda

## Odbiór
Seria GT została surowo oceniona przez krytyków. Opiniotwórczy serwis IGN ocenił anime jako „wręcz odstraszające” i dodał, że fabuła i postacie straciły swoje dotychczasowe nowatorstwo. Portal Anime News Network także odniósł się krytycznie, stwierdzając, że zawarte tu walki były „prostymi, dziecinnymi ćwiczeniami”. Recenzenci i redakcja polskojęzycznego serwisu tanuki.pl wystawiła anime ocenę 5/10.